# Jack Kirrane
John Joseph "Jack" Kirrane, Jr., född 20 augusti 1928 i Brookline, Massachusetts, död 25 september 2016 i Quincy, Massachusetts, var en amerikansk ishockeyspelare.
Han blev olympisk guldmedaljör i ishockey vid vinterspelen 1960 i Squaw Valley.